# Високово (Гірськомарійський район)
Високо́во (рос. Высоково, марій. Нермучаш) — присілок у складі Гірськомарійського району Марій Ел, Росія. Входить до складу Троїцько-Посадського сільського поселення.

## Населення
Населення — 26 осіб (2010; 41 у 2002).
Національний склад (станом на 2002 рік):
- гірські марійці — 85 %